# Leucania guascana
Leucania guascana är en fjärilsart som beskrevs av William Schaus 1938. Leucania guascana ingår i släktet Leucania och familjen nattflyn. Inga underarter finns listade i Catalogue of Life.